# Rorik Slyngebond
Rorik Slöngvanbaugi, spesso anglicizzato Slyngebond lett. "lanciatore di braccialetti" (... – ...) fu un leggendario re danese che appare in molte fonti.
Nella tradizione danese, è il nonno materno del principe Amleto, in quanto padre di sua madre Gerutha. In quella norvegese tuttavia non è presente Amleto, e Rorik è il padre dell'altrettanto leggendario re Harald Hildetand. L'epiteto con cui è conosciuto letteralmente significa spargi-anelli, ed è probabilmente un riferimento alla sua ricchezza, anche se Saxo Grammaticus ne dà una traduzione e un significato differenti (si veda oltre).

## Fonti danesi
Il Chronicon Lethrense e gli Annales Lundenses fanno di Rorik il figlio di una versione evemerizzata del dio Höðr. Rorik era un re vittorioso che conquistò la Curlandia, il Wendland e la Svezia. Nominò Orwendel e Feng come comandanti dello Jutland e diede sua sorella in sposa a Orwendel. Essi furono i genitori di Amblothe (Amleto). A Rorik successe Wiglek.
Le Gesta Danorum (libro 3) di Saxo Grammaticus aggiungono altri dettagli: Quando Höðr morì, gli svedesi, i curoni e gli slavi del Wendland si ribellarono contro la Danimarca. Quando le forze slave e danesi si incontrarono, un mago slavo suggerì che invece di avere una grande battaglia e perdere molte vite, due uomini avrebbero dovuto incontrarsi in duello. Se lo slavo avesse vinto, il tributo sarebbe stato annullato, ma se il danese avesse vinto, l'omaggio sarebbe stato pagato come prima. Un danese chiese a Rorik quale sarebbe stata la ricompensa per il campione se avesse vinto il duello, e Rorik promise una catena di sei braccialetti allacciati. Il danese partecipò al duello ma ne uscì sconfitto. 
Il giorno successivo, il campione slavo, incoraggiato dalla propria vittoria, chiese se c'era un secondo danese che voleva incontrarlo in combattimento. Un guerriero di nome Ubbe chiese ancora una volta a Rorik quale sarebbe stato il premio se avesse ucciso lo slavo, e ancora una volta Rorik promise la catena di braccialetti. Il danese chiese allora a Rorik di lasciare la catena a un terzo uomo di fiducia, in modo che non potesse cambiare idea quando il campione danese avesse vinto. Rørik acconsentì, ma l'uomo che doveva custodire la catena era su un'altra nave, e quando Rørik lanciò la catena, sottovalutò la distanza e così la catena cadde in acqua e fu persa per sempre. Questo diede a Rørik l'epiteto Slyngebond (lanciatore di braccialetti). Tuttavia, Ubbe decise di accettare comunque la sfida. Nel duello morirono entrambi i campioni, ma gli slavi rimasero talmente impressionati che accettarono di continuare a pagare il tributo.
Rorik nominò in seguito Horwendil e Feng come governanti dello Jutland. Horwendil trascorse molto tempo a saccheggiare e conquistò così tanta fama che Rorik gli diede in sposa sua figlia Gerutha (Gertrude) e i due ebbero il figlio Amleth (Amleto). Quando Rørik morì, gli successe Wiglek.

## Fonti norvegesi
Rorik è menzionato anche in fonti norvegesi come il Sögubrot, la Njáls saga, la Hyndluljóð e il Hversu Noregr byggðist, anche se in realtà il personaggio ha poco in comune con la versione danese, a parte il nome. In queste fonti Rorik è lo sposo di Auðr Mente-Profonda, a sua volta figlia di Ivar Vidfamne, e il padre di Harald Hildetand. Secondo il Hversu Noregr byggðist ebbe un altro figlio, Randver, a sua volta padre di Sigurd Ring.